# Shirley Lake
Der Shirley Lake, auf Karten noch als Lake Shirley verzeichnet, ist ein See im Southland District der Region Southland auf der Südinsel von Neuseeland.

## Namensherkunft
Der See wurde von Thomas Preston nach der Tochter von H. W. Smith benannt, der für ihn als Landvermesser arbeitete.

## Geographie
Der Shirley Lake befindet sich rund 1,35 km südlich des östlichen Teils des Taitetimu / Caswell Sound. Der längliche, etwas gekrümmte See erstreckt sich seiner Form folgend über eine Länge von rund 2,08 km in Süd-Nordnordost-Richtung. An seiner breitesten Stelle misst der See rund 380 m in Ost-West-Richtung. Seine Flächenausdehnung beträgt bei einem Seeumfang von rund 4,7 km rund 53,5 Hektar.
Verschiedene kleine Gebirgsbäche speisen den Shirley Lake und an seinem nördlichen Ende entwässert der See, der sich auf einer Höhe von 629 m befindet, über einen nicht näher bezeichneten Bach, der sich über die Shirley Falls rund 200 m zum Taitetimu / Caswell Sound in die Tiefe stürzt.